# Schuettea
Schuettea is een geslacht van straalvinnige vissen uit de familie van zilverbladvissen (Monodactylidae).

## Soorten
- Schuettea scalaripinnis (Steindachner, 1866)
- Schuettea woodwardi (Waite, 1905)